# Midori Itō
Midori Ito o Midori Itō (en japonés: 伊藤みどり, transliteración: Itō Midori, Nagoya, prefectura de Aichi, Japón, 13 de agosto de 1969) es una patinadora artística sobre hielo japonesa, ya retirada, que destacó entre la década de 1980 y de 1990. Fue la primera mujer en hacer una un axel triple  en competición.

## Biografía
Empezó a patinar a los cinco años de edad; sus primeras victorias en competiciones nacionales comenzaron en 1980. Se proclamó campeona nacional japonesa en 1985 y defendió en título durante 8 años consecutivos. En 1988 realizó dos axel triples en sendas competiciones, aunque no intentó este elemento en los Juegos Olímpicos de Calgary que tuvieron lugar en el mismo año. En 1989 aterrizó el salto por primera vez un Campeonato Mundial, y en 1992, en los Juegos Olímpicos de Albertville, que a pesar de ello no logró ganar debido a otros errores en su programa.
Tras los Juegos Olímpicos de 1992 se retiró de la competición amateur y empezó a tomar parte en competiciones profesionales. En junio de 1995 volvió a la competición, pero se retiró de nuevo al cabo de un año por problemas de salud, no sin antes ganar un nuevo campeonato de Japón.
En los Juegos Olímpicos de invierno 1998 realizados en Nagano (Japón) fue la encargada de realizar el encendido del pebetero en la ceremonia inaugural de los Juegos. En 2001 volvió temporalmente a la competición profesional. Desde entonces ha continuado patinando en espectáculos organizados por la cadena hotelera Prince Hotels, su principal patrocinador durante toda su carrera. También ha actuado como comentadora para la televisión japonesa, ha aparecido en anuncios y entrena a patinadores del equipo nacional japonés.
Desde 2004 forma parte del Salón de la Fama del patinaje sobre hielo.

## Resultados
- Ganadora de los Campeonatos de Japón de 1985 a 1992 y en 1996.
- Octava en los Juegos Olímpicos de 1988 y segunda (medalla de plata) en 1992.
- Campeona Mundial en 1989, subcampeona en 1990, cuarta en 1991, séptima en 1996.
- Ganadora del campeonato profesional World Pro en 1993, segundo lugar en 1994 y 1995.
- Tercera en el Open de Japón de 2001.